# Agustín Díaz Pacheco
Agustín Díaz Pacheco (Tenerife, Canarias, España, 3 de julio de 1952) es un escritor español.

## Biografía
Escritor, diplomado universitario como Graduado Social (Relaciones Laborales) y estudios de Derecho. Ha escrito poesías con carácter esporádico, aparecidas en la página digital canariasdigital.org, pero se ha decantado por el periodismo vocacional y la creación narrativa.
Algunos de sus cuentos, escogidos desde el 2004 al 2007, integrando el syllabus de la Universidad de Georgia (EE. UU.), que reúne textos de los escritores Rubén Darío, Roberto Arlt, Julio Cortázar, Juan Rulfo, Jorge Luis Borges, Alfonso Sastre, Mario Benedetti, Eduardo Galeano, Ernesto Sabato o Elena Poniatowska, para encabezar distintos proyectos de análisis de la literatura hispánica.
Durante siete años fue director Literario de la Colección nuevas escrituras canarias para la provincia de Santa Cruz de Tenerife.
Ha obtenido varios premios literarios. Es director y coordinador del suplemento Signos Culturales (pepevaros.com). Textos suyos han sido traducidos al francés, croata, alemán e inglés.
En su haber, dos novelas inéditas.

## Obra narrativa
- Los nenúfares de piedra (1981), relatos
- La cadena de agua y otros cuentos (1984), relatos
- La rotura indemne (1986), relatos
- El camarote de la memoria (1987), novela. Reeditada en 1996, 2008 y 2011
- La mirada de plata (1993), relatos
- Proa en nieblas (1999), relatos. Reeditada en 2013
- Breves atajos (2002), relatos. Reeditada en 2013
- Línea de naufragio (2003), relatos. Reeditada en 2006 y 2015
- Cuentos de otoño (2020), relatos

Figura en las siguientes antologías:
- Narrativa Canaria Última, Tomo III (1997)
- Narrativa Canaria Siglo XX, Tomo II (1993)
- Retablo y Geografía de Cuentos Canarios, Tomo I (1993)
- Literatura Canaria 1940-1980, Tomo II (1993)
- Estudios de narrativa canaria, El Hadji Amadou Ndoye (1998 y 2006)
- El cuento literario del siglo XX en Canarias. (Estudio y antología), Juan-José Delgado (1999)
- Antología de Cuentos Canarias-Croacia (Tenerife-Zagreb, recíprocamente traducidos, 2002)
- Cuentos de la Atlántida (Antología del cuento canario actual), (Madrid, 2005)
- 2.050 km. de palabras (Antología de relatos vasco-canaria), iniciativa que coordinó con el escritor vasco Óscar Alonso (2007), e igualmente coordinador, junto al escritor portugués Fernando Esteves Pinto, de Entre la magua y la saudade
- De la saudade a la magua. Antología de relatos luso-canaria, propuesta que efectúo y ya traducida a la realidad. En la misma figuran como antólogos el escritor portugués Fernando Esteves Pinto y Agustín Díaz Pacheco. Publicada en el 2009.
- Entre Orientales y Atlantes. Antología de relatos uruguayo-canaria, siendo responsables literarios de la misma el escritor uruguayo Gustavo Esmoris y el escritor canario Agustín Díaz Pacheco. Publicada en el 2010.
- Trece gramos de gofio estelar. Antología de cuentos canarios de ciencia-ficción, coordinada por los escritores Juan Ignacio Royo y Ánghel Morales, Ediciones IDEA, 2010.
- Antología de relatos canario-portugueses, en prensa, 2009.

También en Togas y Letras. Encuentro de textos, con un artículo de fondo de carácter ensayístico titulado:
- En el coraje de las líneas (IslaVaria, 2006), así como seleccionado para integrar el libro La cultura a debate (Ediciones IDEA, 2006).

Ha sido seleccionado por la revista Discoplay (Madrid, julio de 1987), junto a obras de autores como: Salman Rushdie, Malcolm Lowry, Carmen Martín Gaite, Gonzalo Torrente Ballester, Ambrose Bierce, Adolfo Bioy Casares o Giovanni Guareschi.